# Cavisternum monteithi
Espèce
Cavisternum monteithi est une espèce d'araignées aranéomorphes de la famille des Oonopidae.

## Distribution
Cette espèce est endémique du Queensland en Australie.

## Publication originale
- Baehr & Harvey, 2010 : Two new species of the endemic Australian goblin spider genus Cavisternum (Araneae: Oonopidae) from Queensland. Australian Entomologist, vol. 37, no 4, p. 171-177.